# Vicoleni
Vicoleni – wieś w Rumunii, w okręgu Botoszany, w gminie Ungureni. W 2011 roku liczyła 471 mieszkańców.